# Hessen-darmstädtische Armee

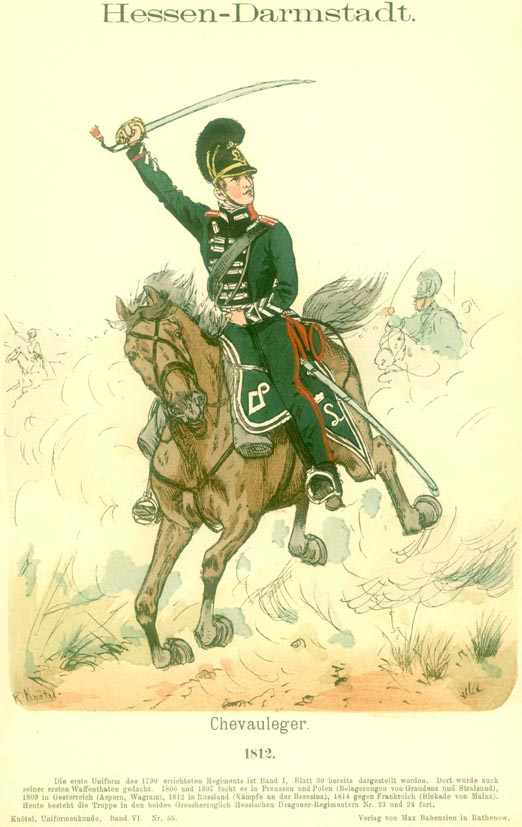
Hessen-darmstädtische Chevaulegers um 1812

Die Hessen-darmstädtische Armee war das Heer der Landgrafschaft Hessen-Darmstadt und ihres Nachfolgers, des Großherzogtums Hessen-Darmstadt, von den Anfängen der Armee als stehendes Heer ab dem frühen 17. Jahrhundert bis zu seiner Inkorporation in die preußische Armee 1866/71.

## Geschichte

### Landgrafschaft
Hessen-Darmstadt hatte als Reichsstand des Heiligen Römischen Reiches seit dem Westfälischen Frieden von 1648 das Recht auf eigene Truppen („jus armorum et foederum“). Wie die benachbarte Landgrafschaft Hessen-Kassel bauten die Landgrafen von Hessen-Darmstadt ein eigenes Heer auf. Den Anfang der Armee bildete die Stiftung eines Regiments durch den Landgrafen Ludwig V. am 11. März 1621, mit dem das später so bezeichnete Leibgarde-Infanterie-Regiment (1. Großherzoglich Hessisches) Nr. 115 als einfaches Infanterieregiment aufgestellt wurde. 1914 war es das älteste aktive Regiment Deutschlands.
Seit der Mitte des 18. Jahrhunderts war das Militär als stehendes Heer organisiert und stand damit in Kriegs- und Friedenszeiten dem absolutistisch herrschenden Landesherrn jederzeit als Mittel zur Machtausübung und Repräsentation zur Verfügung. Wie bei den meisten Staaten des Ancien Régime der Frühen Neuzeit bestand auch das hessen-darmstädtische Heer in der Masse aus geworbenen Söldnern. Aus ihnen rekrutierten sich die Linientruppen, von denen es gegen Ende der Regierungszeit Ludwigs IX. vier Infanterieregimenter mit zusammen sechs Bataillonen gab, die Hälfte davon in Pirmasens stationiert.
Daneben gab es noch ein Milizsystem zur Landesverteidigung, bestehend aus vier sogenannten Landbataillonen und dem „Alten Ausschuss“. Das Milizsystem war eine Vorstufe der modernen Wehrpflicht. Da sich der Landgraf Ludwig IX. nur für die Infanterie interessierte, gab es während seiner Regierungszeit außer einigen kleinen, zahlenmäßig unbedeutenden Reitereinheiten, darunter das Pirmasenser Leibhusarenkorps, keine Kavallerie.

### Großherzogtum
1803 wurde die Kriegsdienstpflicht eingeführt und damit ein ständiges Militäraufgebot geschaffen. Das war der entscheidende Beitrag zur politischen Existenzsicherung im Bündnis mit Frankreich. Hessen-Darmstadt war jetzt für Frankreich als Truppenlieferant interessant. Durch den Beitritt zum Rheinbund verpflichtete sich der neue Großherzog des vergrößerten Staates, des Großherzogtums Hessen-Darmstadt, ein Kontingent von 4.000 Soldaten zu stellen. Diese verteilten sich auf drei Infanterieregimenter, drei Füsilierbataillonen, einem Chevauleger-Regiment und drei Artilleriekompanien. Truppen von Hessen-Darmstadt waren im Vierten Koalitionskrieg gegen Preußen, im Koalitionskrieg von 1809 gegen das Kaisertum Österreich, vor allem aber im Spanien- sowie Russlandfeldzug von 1812 beteiligt. Der Blutzoll der Armee war in allen diesen Kämpfen sehr hoch. Von den 5.000 Soldaten der Armee, die am Russlandfeldzug teilnahmen, kehrten nur 316 zurück.
Nach der Völkerschlacht bei Leipzig in den Befreiungskriegen trat Hessen-Darmstadt aus dem Rheinbund aus und schloss sich der antifranzösischen Allianz an. Diese forderten umgehend die Stellung von 8.000 Mann, je 4.000 Linientruppen und Landwehr. Die hessischen Soldaten wurden aber nur noch einmal, 1815 bei Straßburg am Oberrhein, in einem Gefecht gegen die Franzosen eingesetzt. Der Ruf der Armee galt als gut.
1848 waren hessische Regimenter an der Niederschlagung der ersten Badischen Revolution beteiligt und 1849 stellte die hessische Armee Kontingente zum Neckar-Korps, das bei der Niederschlagung der dritten Badischen Revolution mitwirkte.
Während des Deutschen Krieges 1866 war die 3. (Hessische) Division Teil des VIII. Korps der Bundesarmee. Das aus vier Divisionen bestehende Bundeskorps stand unter dem Befehl von Alexander von Hessen-Darmstadt. Die hessische Division verlor im Gefecht bei Frohnhofen 175 Tote, 394 Verwundete, 115 Gefangene. Im Gefecht bei Tauberbischofsheim stand die Division bei Großrinderfeld in der Reserve. Nach dem Gefecht wurde das VIII. Bundeskorps hinter die Tauber zurückgeworfen und vereinte sich mit den aus Würzburg heranrückenden bayerischen Truppen. In Würzburg wurde am 30. Juli 1866 ein Waffenstillstand vereinbart.
Durch die Militärkonvention zwischen dem Großherzogtum Hessen und dem Königreich Preußen vom 13. Juni 1871 wurden die Truppen zum 1. Januar 1872 in den Verband der Preußischen Armee aufgenommen:
- Großherzoglich Hessische (25.) Division
  - 49. Infanterie-Brigade (1. Großherzoglich Hessische)
    - Leibgarde-Infanterie-Regiment (1. Großherzoglich Hessisches) Nr. 115
    - Infanterie-Regiment „Kaiser Wilhelm“ (2. Großherzoglich Hessisches) Nr. 116

  - 50. Infanterie-Brigade (2. Großherzoglich Hessische)
    - Infanterie-Leib-Regiment „Großherzogin“ (3. Großherzoglich Hessisches) Nr. 117
    - Infanterie-Regiment „Prinz Carl“ (4. Großherzoglich Hessisches) Nr. 118

  - 25. Kavallerie-Brigade (Großherzoglich Hessische)
    - Garde-Dragoner-Regiment (1. Großherzoglich Hessisches) Nr. 23
    - Leib-Dragoner-Regiment (2. Großherzoglich Hessisches) Nr. 24

  - Großherzogliches Artillerie-Korps

Die Regimenter und ihre Bezeichnungen blieben erhalten, der rechtliche Status als Landesarmee verschwand aber.